# Zweites Kaiserreich

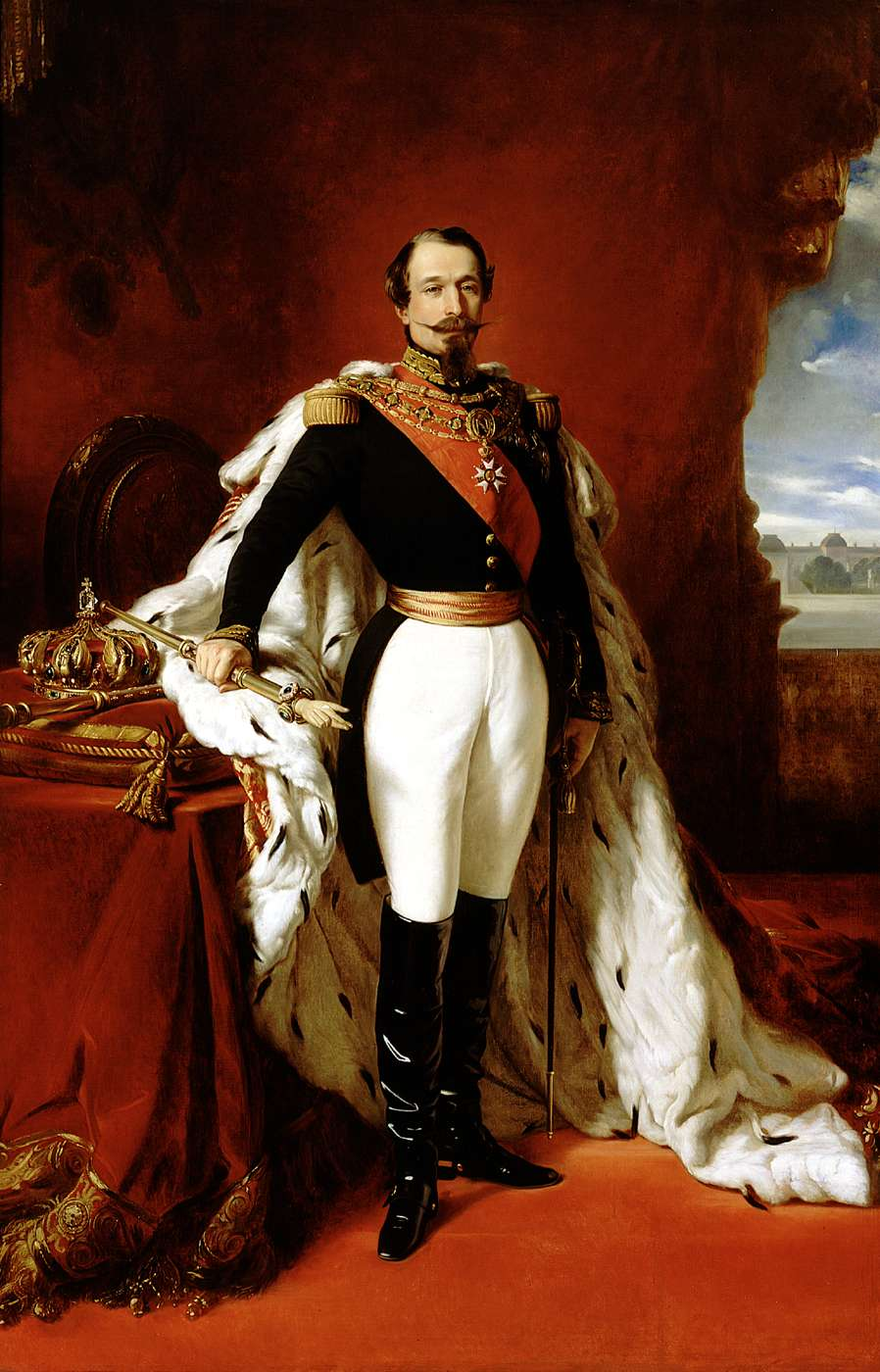
Napoleon III.

Der Ausdruck Zweites Kaiserreich (französisch Second Empire [səɡɔ̃t‿ɑ̃piʁ]) steht für die Periode von 1852 bis 1870 in der Geschichte Frankreichs. Der offizielle Staatsname war Französisches Kaiserreich (französisch Empire français). In dieser Zeit war Napoleon III. der Kaiser der Franzosen. In den ersten Jahren bis etwa 1860 regierte Napoleon autoritär. Auch als Folge der wachsenden Opposition sah er sich zu schrittweisen Reformen veranlasst, die 1870 in ein parlamentarisches Regierungssystem mündeten. Außenpolitisch gelang es zunächst, das internationale Ansehen Frankreichs zu stärken, ehe in den 1860er Jahren die Erfolge weitgehend ausblieben. In wirtschaftlicher und gesellschaftlicher Hinsicht spielte die industrielle Entwicklung und damit neue Bevölkerungsgruppen wie die Industriellen oder die Arbeiter eine wichtige Rolle. Frankreich stieg zu einer der stärksten Wirtschaftsmächte auf. Der Glanz des Empire spiegelte sich unter anderem im Umbau von Paris zu einer modernen Metropole wider. Das Ende kam mit dem Deutsch-Französischen Krieg von 1870/71. Nach der Gefangennahme des Kaisers nach der Schlacht bei Sedan wurde in Paris die Dritte Republik ausgerufen.

## Der Weg zum Kaisertum
Das Königtum der Julimonarchie wurde durch die Februarrevolution von 1848 gestürzt und durch die zweite Republik ersetzt. Louis Napoleon Bonaparte nutzte bei den Präsidentenwahlen von 1848 den Nachruhm seines Onkels Napoleons I. aus und gewann die Wahl. Die revolutionären Kräfte wurden zurückgedrängt und bei den Wahlen zur gesetzgebenden Versammlung setzten sich die eher konservativen Kräfte durch. Louis Napoleon baute seine Position in der Folge aus. Im Oktober 1849 wurde das bisherige Kabinett unter Odilon Barrot entlassen. Das neugebildete Kabinett stand unter seiner eigenen Leitung. Ein Aspekt für den Regierungswechsel war, dass das alte Kabinett mit Hilfe des französischen Militärs die Macht des Papstes im Kirchenstaat gestützt hatte, was Louis Napoleon wegen der extrem antiliberalen Politik Pius’ IX. missbilligte.
Das Parlament verfolgte einen noch reaktionäreren Kurs als der Präsident. Die Universitäten wurden der Aufsicht eines Gremiums unterstellt, das aus Vertretern des Staates und der Kirche bestand. Die Volksschullehrer wurden stärker kontrolliert und das Wahlrecht wurde 1850 eingeschränkt. Das allgemeine Wahlrecht wurde abgeschafft, nur noch Steuerzahler, die drei Jahre an einem Ort gewohnt hatten, durften wählen. Die Zahl der Wähler sank so um etwa ein Drittel. Diese Einschränkung des Wahlrechts war eine Initiative des Parlaments. Der Präsident unterschrieb das Gesetz, konnte aber zu einem späteren Zeitpunkt fordern, das allgemeine Wahlrecht wieder einzuführen. Damit konnte er das Parlament in die Defensive drängen und sich der Linken als Partner empfehlen.
Problematisch für Louis Napoleon war, dass er nach Ablauf seiner Amtszeit laut Verfassung nicht wieder gewählt werden konnte. Er war also um eine Verfassungsänderung bemüht. Er reiste durch die Provinz und vergrößerte dabei seine Anhängerschaft. Die Bonapartisten richteten eine entsprechende Petition an die Nationalversammlung. Diese stimmte zwar am 19. Juli 1851 mit großer Mehrheit zu. Der Antrag verfehlte aber durch die Ablehnung der Legitimisten und der linken Republikaner die nötige Zweidrittelmehrheit. Louis Napoleon blieb daher nur der Weg über einen Staatsstreich mit Unterstützung durch die Armee. Zuvor beantragte er im Parlament die Rückkehr zum allgemeinen Wahlrecht. Der Antrag wurde mit knapper Mehrheit abgelehnt. Die populäre Forderung nach dem allgemeinen Wahlrecht konnte Napoleon für sich ausnutzen.
Bei der Organisation des Staatsstreichs spielte sein Halbbruder Charles de Morny eine wichtige Rolle. Dieser wurde von Louis Napoleon zum neuen Innenminister ernannt. Am Jahrestag des Sieges von Austerlitz und der Krönung Napoleons I. führte er den Staatsstreich vom 2. Dezember 1851 aus. Große Truppenverbände wurden rund um Paris zusammengezogen und strategisch wichtige Punkte in der Stadt von zuverlässigen Polizeikräften besetzt. Die Nationalversammlung wurde aufgelöst, das alte Wahlrecht eingeführt und eine neue Verfassung angekündigt. Bekannte politische Gegner ließ Louis Napoleon verhaften. Unerwartet kam es zu teilweise gewalttätigen Widerständen in Paris und der Provinz gegen das Vorgehen. Dagegen ging das Militär gewaltsam vor. Zehntausende dabei Verhaftete warteten teils monatelang auf einen Prozess. Insgesamt wurden 30.000 Personen verhaftet. Davon wurden 3000 zu Gefängnisstrafen verurteilt und weitere 10.000 deportiert.
Den Staatsstreich ließ Louis Napoleon durch ein am 21. und 22. Dezember 1851 durchgeführtes Plebiszit legitimieren. Dabei stimmten fast 7,5 Millionen Wähler zu und nur 650.000 verweigerten Louis Napoleon ihre Stimme. Weitere 1,5 Millionen enthielten sich. Danach wurde die Amtszeit des Präsidenten auf zehn Jahre verlängert und seine Kompetenzen derart erweitert, dass die Republik nur noch auf dem Papier stand. Louis Napoleon nannte sich fortan „Prince-Président“. Damit kündigte sich bereits der Anspruch auf den Kaisertitel an.
Am 7. November 1852 ließ er sich durch einen Beschluss des Senates den Kaisertitel zusprechen. Seither nannte er sich Napoleon III. Dieser Schritt wurde von einer weiteren Volksabstimmung legitimiert. Dabei stimmten 7,8 Millionen dafür und nur 200.000 dagegen. Ungültig waren 65000 Stimmen. Die Kaiserwürde war erblich, der Kaiser hatte bei eigener Kinderlosigkeit das Recht, aus der Familie einen Nachfolger zu adoptieren. Im Hinblick auf die Staatssymbole griff das Zweite Kaiserreich auf das Erste Kaiserreich zurück. Die Funktion einer Nationalhymne erfüllte ein Lied, das die Ägyptische Expedition von 1798 besang: Partant pour la Syrie.

## Die Verfassung von 1852

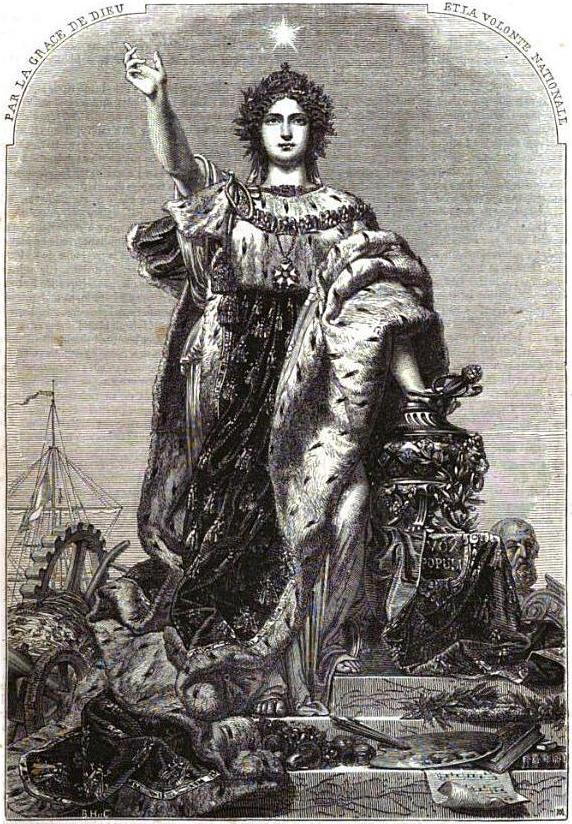
Allegorie auf das Zweite Kaiserreich

Nach dem Plebiszit vom 21./22. Dezember 1851 ließ Louis Napoleon in den letzten Tagen des Dezembers 1851 und den ersten Tagen des Januars 1852 in aller Eile durch seine Ratgeber Eugène Rouher und Raymond-Théodore Troplong eine neue Verfassung ausarbeiten. Sie trat am 14. Januar 1852 in Kraft.
Die Macht war nach der neuen Verfassung beim Präsidenten (beziehungsweise später beim Kaiser) konzentriert. Das Parlament wurde stark geschwächt und in seinen Befugnissen beschränkt. Dessen Unterhaus, die Abgeordnetenkammer, wurde bewusst als „Corps législatif“ (Gesetzgebende Körperschaft) genannt. Die seit der Französischen Revolution übliche Bezeichnung „Nationalversammlung“ entfiel. Denn nicht mehr ein Parlament, sondern der Präsident sollte die Nation verkörpern. Der Präsident war allein dem Volk und nicht dem Parlament gegenüber verantwortlich. Die Minister unterstanden ausschließlich dem Staatschef, vom Vertrauen des Parlaments waren sie nicht mehr abhängig. Es gab keinen Premierminister und kein Kabinett, sondern alle Fachminister verkehrten direkt mit dem Staatsoberhaupt. Auch der Staatsrat war nur dem Präsidenten unterstellt.
Das Corps législatif verlor das Initiativrecht für Gesetze. Es konnte den Vorlagen der Regierung nur noch entweder zustimmen oder diese ablehnen. Es durfte nicht mehr auf eigenen Beschluss hin zusammentreten, sondern wurde vom Staatschef einberufen. Zudem war es dem Staatsrat unterstellt. Gewählt wurde das Corps législatif auf sechs Jahre durch allgemeines Männerwahlrecht. Der Einfluss der Parteien sollte dadurch gebrochen werden, dass statt der Listenwahl das Mehrheitswahlrecht eingeführt wurde. Auch wurden durch die Wahlkreiseinteilung die ländlichen Regionen bevorzugt und die Großstädte benachteiligt.
Neben dem Corps législatif bestand mit dem Senat eine weitere Parlamentskammer, als ein Oberhaus. Seine 150 Senatoren waren hohe Militärs, Geistliche und vor allem vom Staatsoberhaupt ernannte Personen. Da das Staatsoberhaupt „seinen“ Senat zusammenstellte, war dieser sein Werkzeug. Zudem war das Staatsoberhaupt durch die Verfassung ermächtigt, die Senatoren großzügig zu bezahlen, mit bis zu 30.000 Francs jährlich. Diese Kammer hatte die Aufgabe, eventuelle nicht genehme Initiativen des Corps législatif zu stoppen. Durch einen sogenannten „sénatus-consulte“ (Senatskonsult) konnte es die Verfassung abändern.
Insgesamt handelte es sich um ein System mit starken autoritären Anteilen. Die Volkssouveränität wurde aber nicht in Frage gestellt. Vielmehr wurde das Volk verschiedentlich in Volksentscheiden befragt und damit die Handlung des Staatsoberhaupts oder der Regierung legitimiert. Von Bedeutung war auch die direkte Anknüpfung an das Erste Kaiserreich und den napoleonischen Mythos.

## „Empire autoritaire“

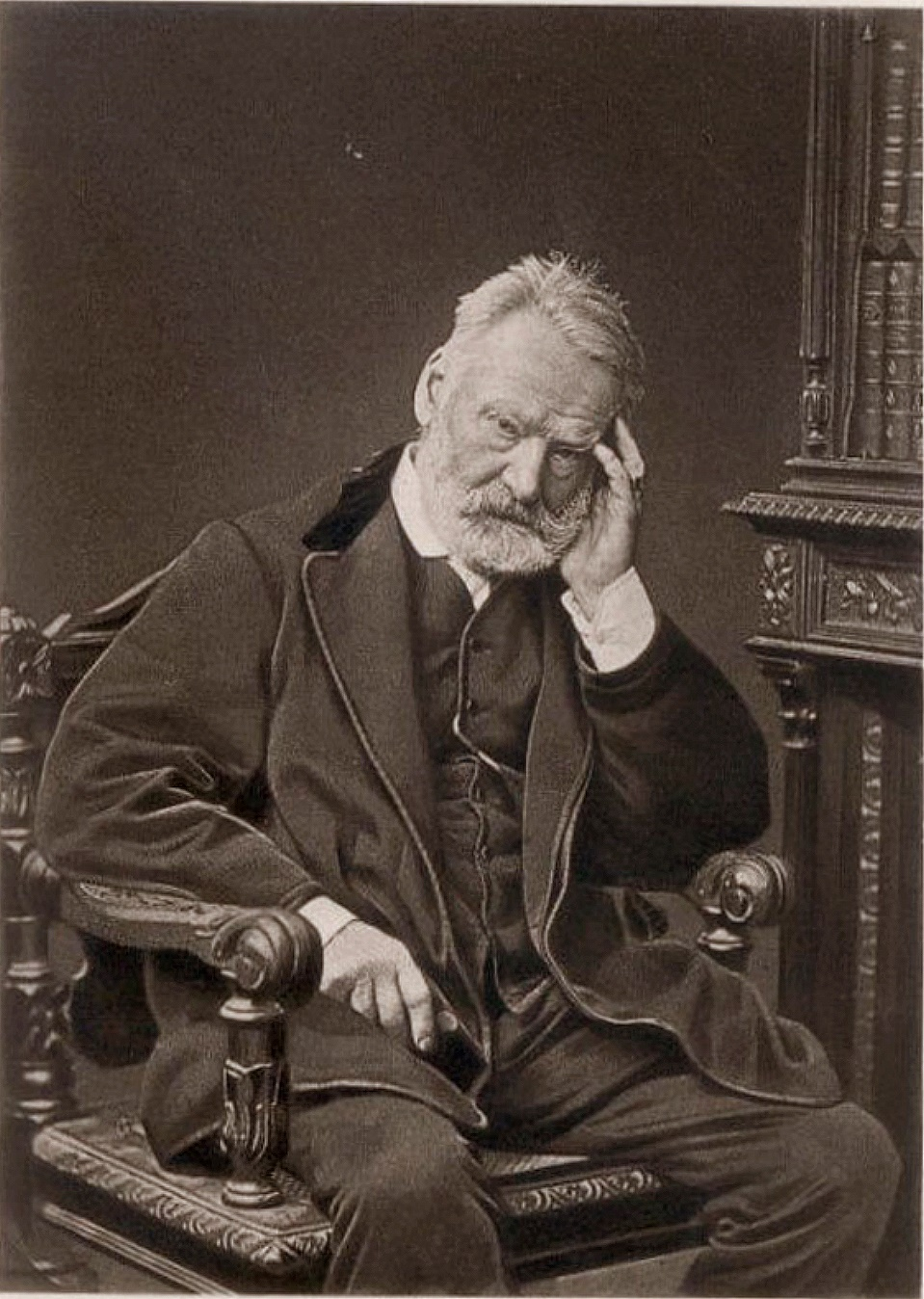
Victor Hugo kritisierte das Regime von seinem Exil auf den Kanalinseln aus.

In einer ersten Phase bis gegen Ende der 1850er Jahre konnte Napoleon weitgehend autoritär regieren („Empire autoritaire“). Eine nennenswerte Opposition gab es nicht mehr. Die meisten führenden Republikaner und Sozialisten befanden sich im Exil. Darunter waren Louis Blanc, Victor Hugo, Edgar Quinet und andere. Andere gingen in die „innere Emigration“ und zogen sich vom politischen Leben zurück. Die orleanistischen Eliten waren noch desorientiert.
Die Regierung förderte außerdem die Wahl ihr genehmer Abgeordneter massiv. Es gab geradezu offizielle Kandidaten der Regierung, die von den lokalen Behörden massiv unterstützt wurden. Bei den ersten Wahlen im Februar 1852 kamen so nur acht Oppositionelle ins Parlament, die auf die Ausübung ihres Mandats verzichteten.
Napoleon konnte sich auf einen Großteil der ländlichen Bevölkerung, auf einen Teil des Großbürgertums, auf den Klerus und auf ultramontan gesinnte katholische Kreise stützen. Auch die Armee und der Staatsapparat standen hinter dem Regime. Eine wichtige Rolle spielte auch die Kirche und anderen Religionsgemeinschaften. Da die Geistlichen wie Beamte vom Staat besoldet wurden, konnten sie auch im Sinne des Regimes instrumentalisiert werden.
Obwohl die Freiheitsrechte von 1789 in der Verfassung garantiert waren, wurde die öffentliche Meinungsäußerung durch eine Verschärfung des Pressegesetzes im Jahr 1852 und andere Maßnahmen merklich eingeschränkt. Die politische Polizei wurde zudem ausgebaut.
Auf Dauer geriet das System immer stärker unter Druck. Nicht nur wuchs die Opposition der Arbeiter, auch andere eher konservative oder ultramontane Teile der Gesellschaft wandten sich zunehmend ab. Von den überzeugten Katholiken wurde die Politik des Kaisers in der italienischen Einigung mit Blick auf den Kirchenstaat abgelehnt. Beachtliche Teile der Unternehmer lehnten die Freihandelspolitik vehement ab. Zumal trat die Erinnerung an die zeitweise chaotischen Verhältnisse während der zweiten Republik allmählich in Vergessenheit.
Bei den Wahlen von 1857 gelang es der Opposition trotz Repression und der Unterstützung der offiziellen Kandidaten, insbesondere in einigen größeren Städten Wahlerfolge zu erzielen. Aufs Ganze gesehen konnte sich das Regime freilich weiter auf 90 % der Abgeordneten stützen. Anfangs reagierte der Kaiser auf die wachsenden Opposition mit Repression. Ein gescheitertes Attentat, begangen durch Felice Orsini, nahm Napoleon III. 1858 zum Anlass gegen Republikaner vorzugehen.

## Wirtschaft und Gesellschaft
Das Regime profitierte in einem hohen Maß vom wirtschaftlichen Aufschwung. In der Zeit Napoleons III. setzte sich die moderne industrielle Wirtschaft durch. Diese Entwicklung hat die Regierung stark gefördert. Dabei war Napoleons Wirtschaftspolitik weitgehend liberal orientiert. Staatsinterventionistische Maßnahmen etwa zu Gunsten der Arbeiter spielten nur eine untergeordnete Rolle. Allerdings trat das Regime durchaus mit einem sozialpolitischen Anspruch auf. Aber man setzte darauf, dass der wirtschaftliche Aufschwung auch zur Verbesserung der sozialen Lage führen würde.
Von nachhaltiger Bedeutung war der starke Ausbau der Eisenbahn. Mit Paris als Zentrum entstand ein Gesamtnetz von 18.000 km. Die Ausrichtung des Eisenbahnsystems auf Paris hatte auch Nachteile. Es gab so gut wie keine Verbindungen zwischen den anderen Städten Frankreichs wie etwa Caen, Marseille, Bordeaux oder Lyon. Um von einer Stadt zur nächsten zu gelangen, musste man über Paris fahren. Dies sollte sich als besonders nachteilig im Krieg von 1870/71 erweisen, als Truppen nicht rasch genug bewegt werden konnten.

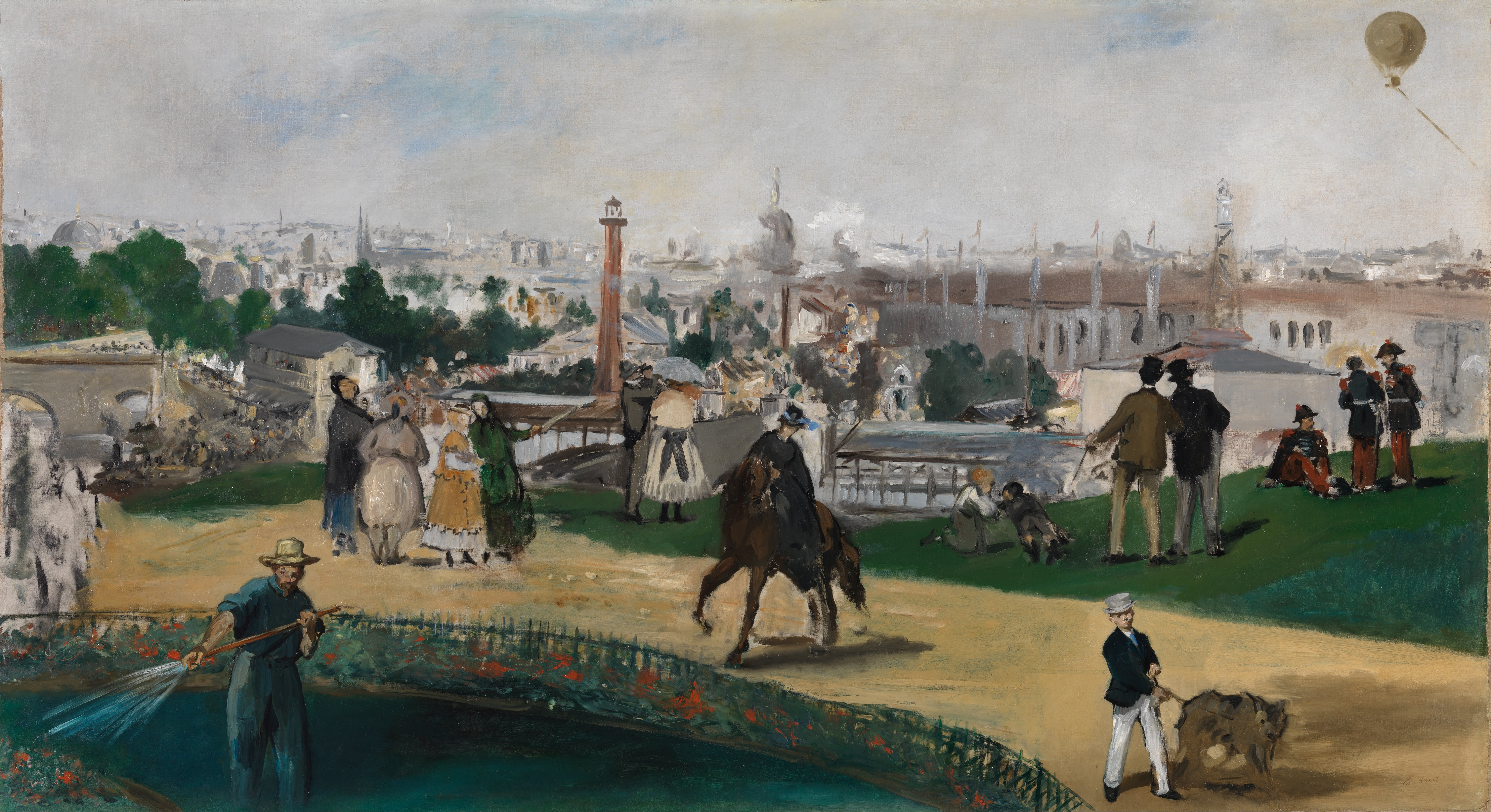
Édouard Manet, Vue de l’exposition de 1867

Der Eisenbahnbau förderte die Entwicklung auch der Industrie, insbesondere natürlich von Bergbau und Schwerindustrie. Zahlreiche neue Banken entstanden, die zur Kapitalbildung beitrugen. Die Zahl der Rentiers nahm stark zu. Zur Förderung des Handels wurden die Häfen von Bordeaux und Marseille ausgebaut.
Frankreich stieg nach Großbritannien zur zeitweise zweitstärksten Wirtschaftsnation auf. Allerdings hatte der wirtschaftliche Wandel auch Grenzen. Die Großindustrie machte nur einen kleinen Teil des produzierenden Gewerbes aus. Nach wie vor dominierte der Kleinbetrieb. Die Landwirtschaft blieb der größte Sektor und die Masse der Bevölkerung lebte auf dem Land oder in kleinen Gemeinden. Allerdings eröffnete die Industrialisierung für die ländliche Bevölkerung wirtschaftliche Vorteile. Die Landwirtschaft insgesamt, aber vor allem die Besitzer größerer Höfe und die Notablen profitierten von der guten Konjunktur. Die Arbeiterbauern, deren Erwerb sich aus landwirtschaftlicher und gewerblicher Arbeit zusammensetzte, wurde zu einer verbreiteten Erscheinung.
In diese Zeit fällt auch die Modernisierung der Städte. Insbesondere Paris wurde unter Leitung von Georges-Eugène Haussmann durch den Abriss der alten Elendsviertel, die Anlage von Boulevards und Ringstraßen in eine moderne Metropole verwandelt. In der Stadt entstanden Prachtbauten wie die Pariser Oper.
Dadurch wurden freilich die sozialen Probleme in der Hauptstadt nicht gelöst, vielmehr belasteten die steigenden Mieten das Einkommen der ärmeren Schichten stark. Während auf dem Land sich die soziale Lage verbesserte, blieb die Situation in den Städten problematisch. Immerhin stiegen die Löhne an und die strukturelle Beschäftigungslosigkeit gehörte der Vergangenheit an. In zwei Weltausstellungen 1855 und 1867 präsentierte sich Frankreich selbstbewusst als führende Industrienation. Gleichzeitig sollten die Ausstellungen das Prestige des Kaisers stärken.
Das Wachsen der politischen Opposition in den 1860er Jahren hatte auch mit sozialer Unzufriedenheit zu tun. Preise und Mieten stiegen und hinzu kam zeitweise eine konjunkturelle Arbeitslosigkeit. Unter den oppositionellen Arbeitern dominierte noch der ältere Republikanismus, aber es kam auch die Forderung nach einer sozialen Republik auf und auch Ansätze sozialistischer Gedanken gab es. Die traditionellen ländlichen Notabeln konnten ihren Einfluss weitgehend bewahren. Aber das Städtewachstum bedrohte ihre Position. Das Regime versuchte diese Gruppe zu schützen, damit sie nicht in das Lager der Opposition überging. Unter anderem wurde versucht, sie in den öffentlichen Dienst zu integrieren. Ähnliches versuchte man mit anderen Teilen der traditionellen Eliten. Dies ging zu Lasten der Leistungsfähigkeit des öffentlichen Sektors.

## Außenpolitik
Von großer Bedeutung auch für den Bestand des Systems waren außenpolitische Erfolge. Wie sein Onkel Napoleon I. versuchte Napoleon III. Frankreich zur dominierenden Macht in Europa zu machen. In den 1850er Jahren war er außenpolitisch durchaus erfolgreich. Die Ausgangslage Frankreichs war um 1852 immer noch die eines seit dem Wiener Kongress 1815 nicht vollständig gleichberechtigten Landes, das für alle europäischen Mächte als revolutionärer Unruheherd galt. Das erste Ziel der napoleonischen Politik musste demnach sein, diese außenpolitische Isolation zu überwinden.

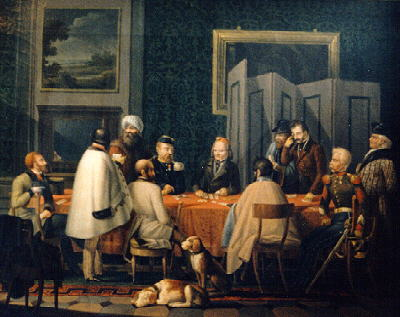
Gesandte auf dem Pariser Kongress von 1856

Ein erster Schritt war die Teilnahme am Krimkrieg: Russland hatte vom Osmanischen Reich Gebiete gefordert, welche im heutigen Rumänien und Bulgarien (Dobrudscha) liegen, und den Osmanen den Krieg erklärt. Frankreich trat auf Seite der anti-russischen Koalition in den Krieg ein und konnte ihn auf Napoleons Initiative durch den Frieden von Paris (1856) beenden. Diese Konferenz verhalf Frankreich zur Wiederanerkennung des Großmachtstatus durch die europäischen Mächte. Napoleon III. konnte durch die Leitung der Friedensverhandlungen sein Ansehen stark vermehren. Für Frankreich vorteilhaft war, dass Russland und Österreich geschwächt aus dem Konflikt hervorgingen.
Darüber hinaus wurden die Freiheitsbewegungen in Polen und auf dem Balkan unterstützt. Auch unterstützte er die Christen im Libanon. Eine durchaus wichtige Rolle spielte das Kaiserreich bei der Unterstützung der nationalen Einigung in Italien. Dabei wollte Napoleon III. mit Rücksicht auf seine ultramontanen Anhänger aber den Kirchenstaat erhalten. Als Schutzherr der nationalen Idee trat Frankreich auf Seiten des Königreich Sardiniens gegen das Kaisertum Österreich in den Sardinischen Krieg von 1859 ein. Als Folge der Niederlage Österreichs in den Schlachten von Magenta und Solferino konnte ein einheitlicher italienischer Nationalstaat geschaffen werden. Der Preis, den Sardinien-Piemont für die Unterstützung Frankreichs zahlen musste, bestand in der Abtretung der Grafschaft Nizza an der Côte d’Azur sowie Savoyens (des Gebiets südlich des Genfersees). Um den Anschluss zu legitimieren, ließ Napoleon (Schein-)Abstimmungen in den teils italienischsprachigen Gebieten durchführen, die erwartungsgemäß zustimmend ausfielen. Nachdem das neue Italien einen Großteil des Kirchenstaates besetzt hatte, ließ Napoleon III. zum Schutz des Rests des Kirchenstaates Rom und seine Umgebung besetzen. Dies dauerte bis zum Ende des Kaiserreichs an.

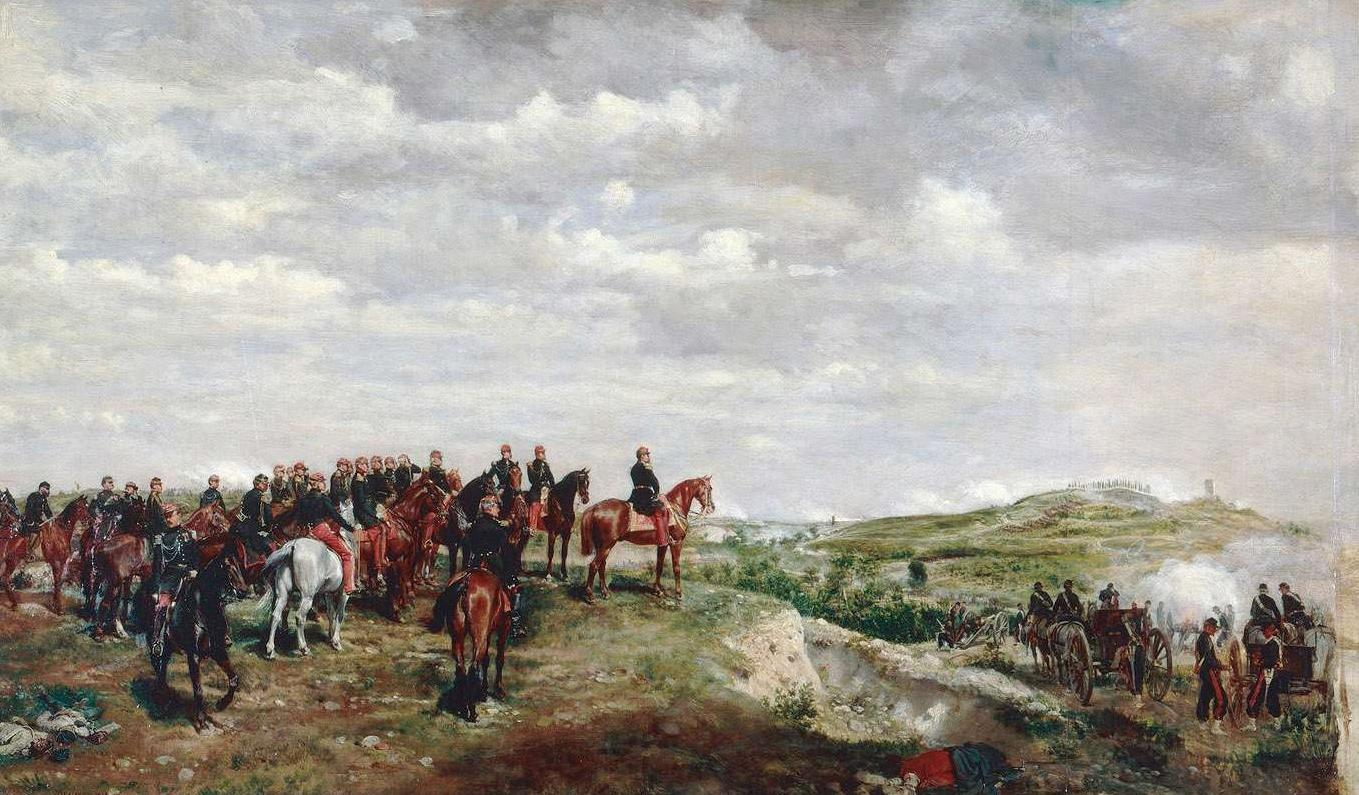
Napoleon in der Schlacht von Solférino

Der Bau des Suezkanals ab 1859 durch eine stark französisch orientierte Gesellschaft war gegen englische Interessen gerichtet. Nur mühsam konnte der Bruch mit Großbritannien vermieden werden. Dabei spielte auch der Freihandelsvertrag (Cobden-Vertrag) eine wichtige Rolle.
In den 1860er Jahren blieben die äußeren Erfolge weitgehend aus. Im Deutschen Krieg von 1866 zwischen Österreich und Preußen sowie ihren jeweiligen Verbündeten blieb Frankreich neutral und bot seine Vermittlung an. Vergeblich forderte Napoleon III. nach dem preußischen Sieg Luxemburg und Belgien, um so einen gewissen Ausgleich für den preußischen Machtzuwachs in Norddeutschland zu erhalten. Sein Versuch 1867 Luxemburg zu kaufen, lösten die Luxemburgkrise aus, die zu scharfen Protesten von deutscher Seite führten. Im Londoner Vertrag vom Mai 1867 wurde die Neutralität Luxemburgs festgeschrieben.
Im Konflikt um die Nichtbegleichung von Staatsschulden besetzten französische Truppen 1862 die mexikanische Hauptstadt (→ Französische Intervention in Mexiko). Dabei konnte Frankreich davon ausgehen, dass die USA im Amerikanischen Bürgerkrieg gebunden waren und somit nicht die Monroe-Doktrin durchsetzen würden. Die mexikanische Republik wurde aufgelöst und der österreichische Erzherzog Maximilian zum Kaiser gemacht. Die Niederlage Maximilians und der Abzug der französischen Truppen 1866 wurde in Frankreich als Niederlage aufgefasst.

## Kolonialpolitik

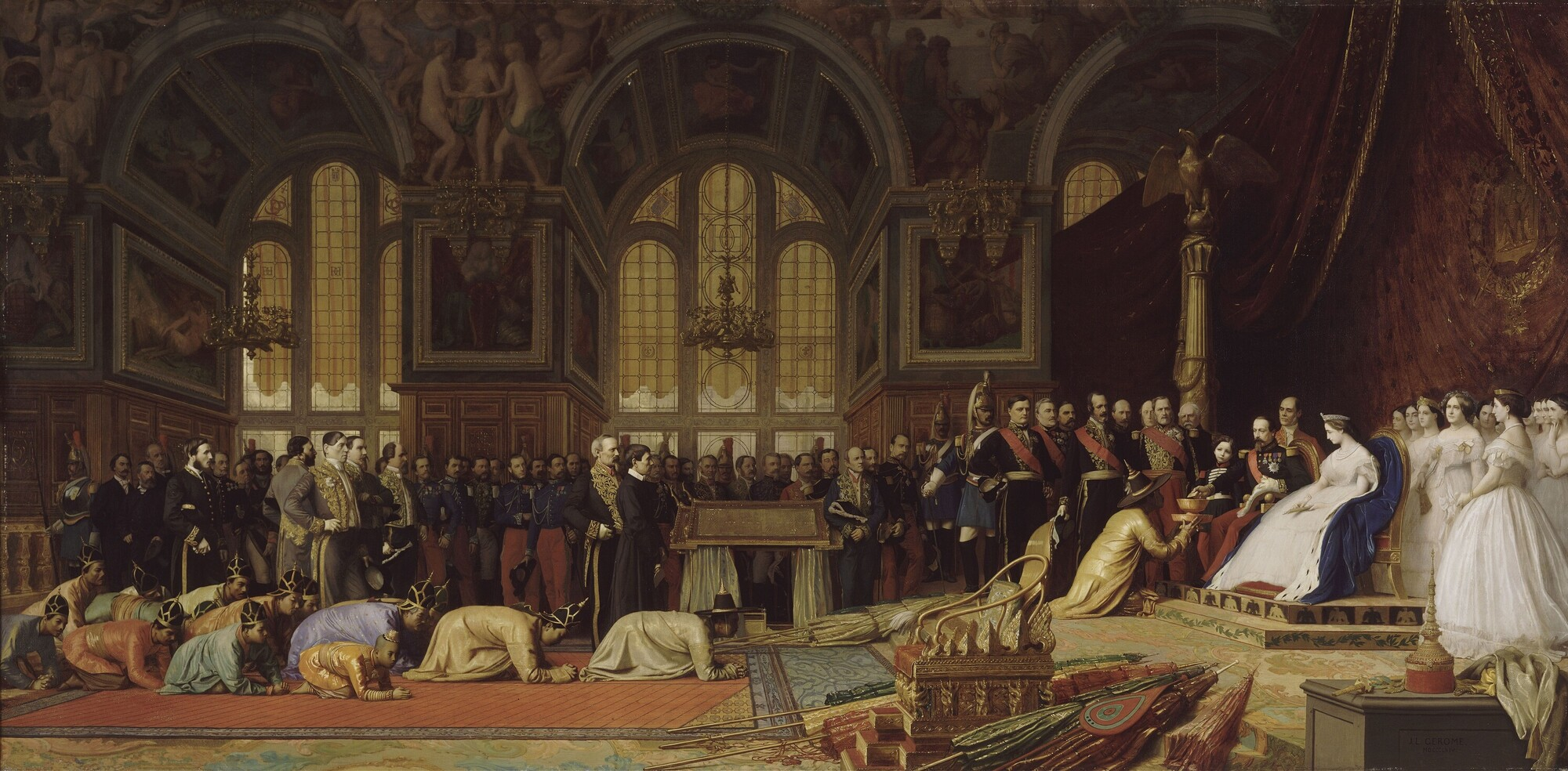
Empfang des siamesischen Botschafters 1861

Frankreich benötigte Absatzmärkte und Rohstofflieferanten für seine Wirtschaft. Außerdem trug man spätestens seit der Französischen Revolution von 1789 auch den Anspruch vor, die Welt zivilisatorisch zu missionieren. Das Kolonialreich bestand um 1850 fast nur noch aus Inseln wie Guadeloupe, Martinique, Saint-Pierre und Miquelon, Réunion und pazifischen Gebieten wie Neukaledonien. Die Eroberung Algeriens hatte schon 1830 begonnen und war durch die Fremdenlegion durchgeführt worden.
Die Phase der neuen Kolonialpolitik begann 1855 unter Außenminister Alexandre Colonna-Walewski, einem unehelichen Sohn Napoleons I. Bereits 1854 hatte die Eroberung des Senegal eingesetzt, die 1865 erfolgreich beendet wurde. Die Stadt Dakar, der Verwaltungssitz des Kolonialministeriums, wurde 1857 gegründet. Aus diesem Gebiet Westafrikas sollte später Französisch-Westafrika entstehen.
Schon die Compagnie des Indes hatte Interessen in Südostasien (vgl. Indochina) bekundet. 1858 wurde ein gemeinsames französisch-spanisches Kontingent dorthin entsandt, um die Verfolgung westlicher Missionare zu beenden und den Expansionsdrang durch Thailand (Siam) zu beschränken, wie es offiziell hieß. Die nächsten 15 Jahre waren von schweren Kämpfen erfüllt, die erst die Dritte Republik beendete. 1860 wurden das Mekong-Delta und Saigon (Cochinchina) erobert, nur zwei Jahre später wurde Kambodscha französisches Protektorat. Dies war der Beginn von Französisch-Indochina.
1864–1871 gab es schwere Aufstände gegen die Kolonialmacht in Französisch-Nordafrika, die erst im Zuge des Deutsch-Französischen Krieges beendet wurden. 1871 lebten bereits 300.000 europäische Siedler in dem Küstenstreifen Algeriens.
In Madagaskar verfolgte Napoleon III. eine subtilere Politik und setzte auf eine langsame Infiltration. Diese endete jedoch 1863 mit der Ermordung des frankophilen Königs Radama II. Erst in den 1890er Jahren konnte die Insel unter französische Oberhoheit gestellt werden.

## Allmähliche Liberalisierung

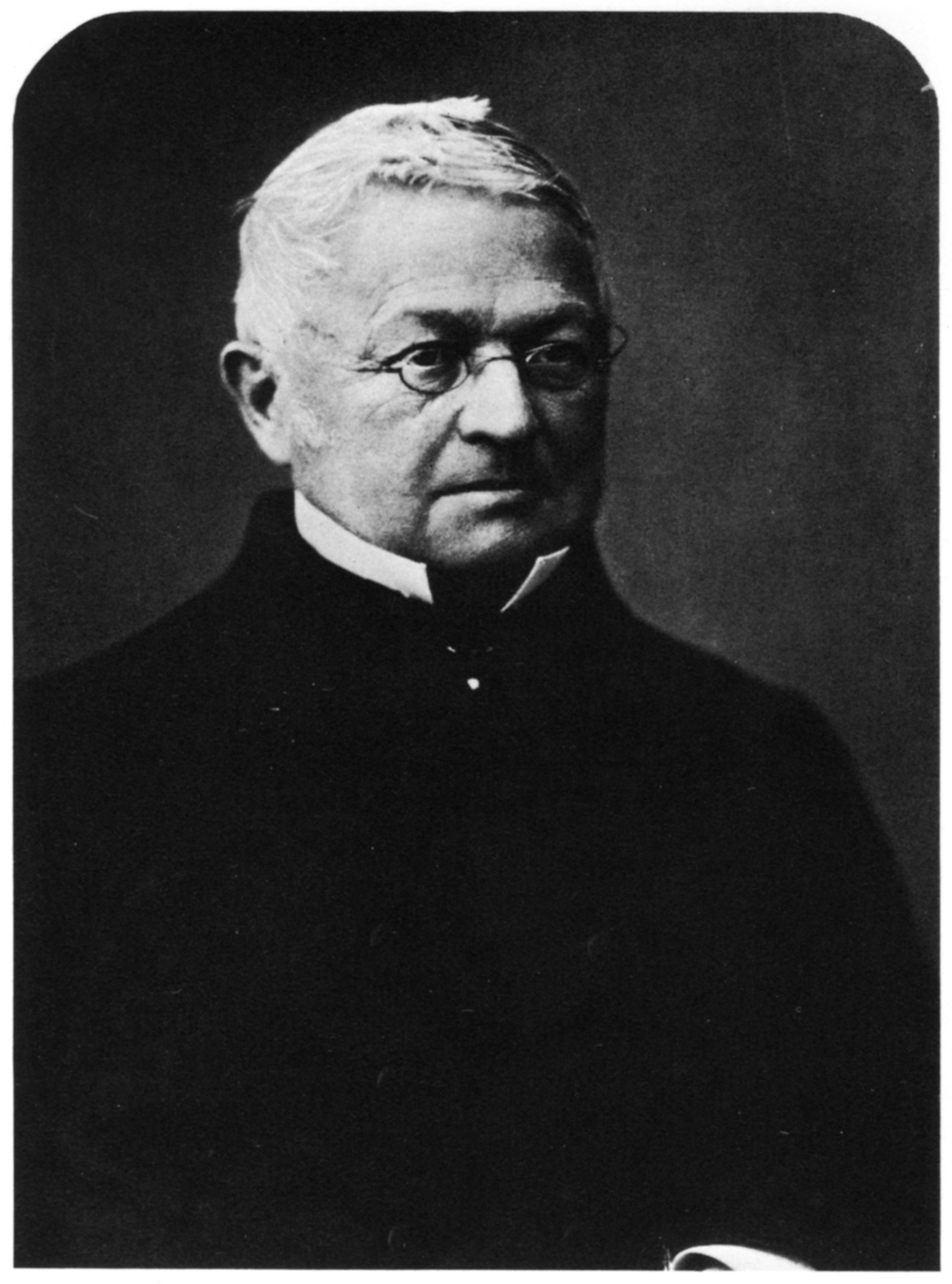
Adolphe Thiers war einer der Führer der Opposition.

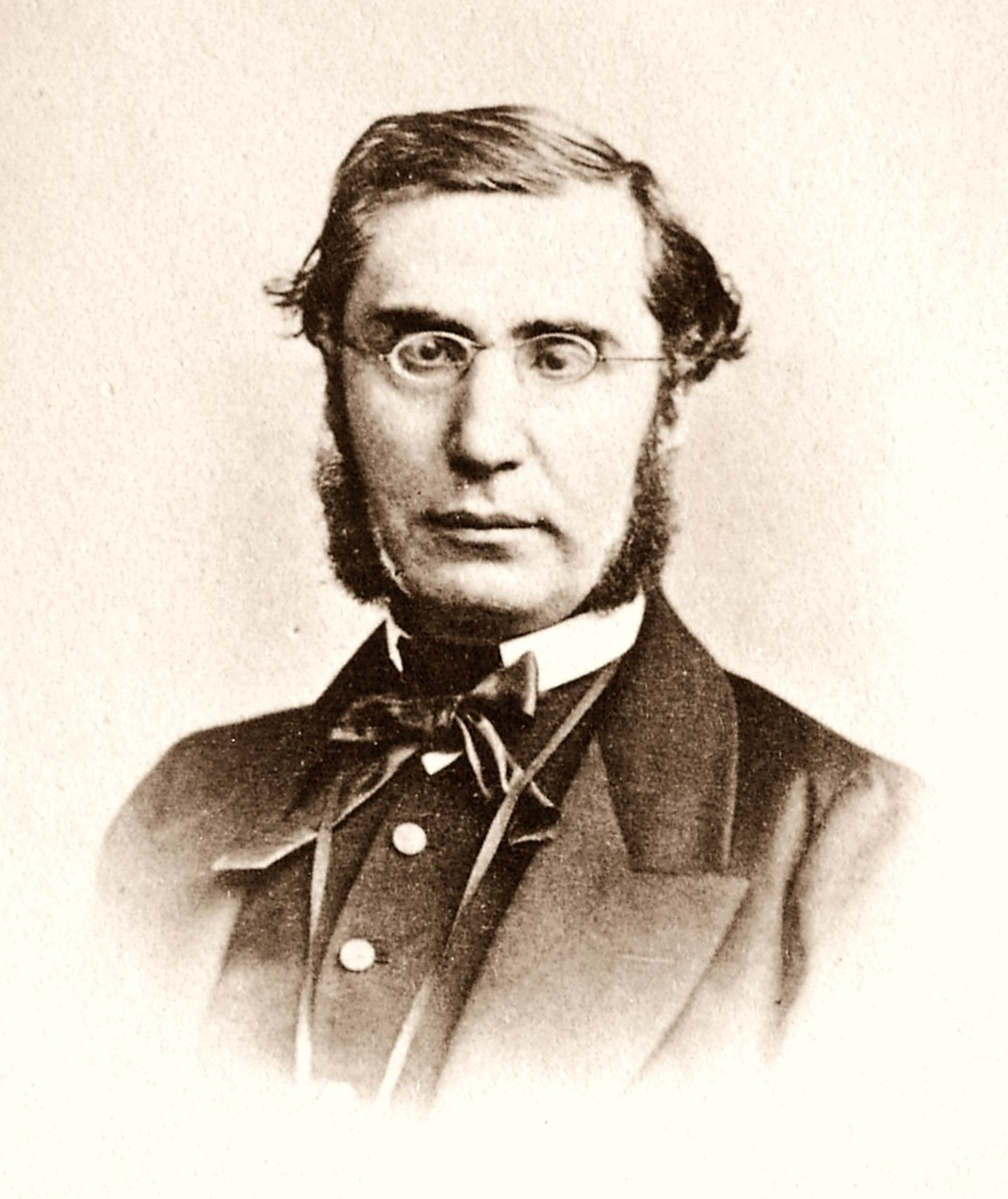
Emile Ollivier war 1870 der erste parlamentarisch verantwortliche Regierungschef während des Kaiserreichs.

Napoleon III. sah sich innenpolitisch von verschiedener Seite immer stärker unter Druck gesetzt und versuchte durch eine allmähliche Liberalisierung, neuen Rückhalt zu finden. Seit 1860 wurde das bislang stark autoritäre System allmählich in Richtung einer parlamentarischen Regierung umgebaut. Die Rechte des Parlaments wurden gestärkt, die Zensur und das Verbot der Koalitionsbildung wurden gelockert. Auch wurden seit 1860 die Parlamentsdebatten veröffentlicht. Dennoch befand sich das Regime in der Defensive.
Bereits bei den Wahlen von 1863 hatten sich die Stimmen zu Gunsten der Opposition vervielfacht. Die regierungsnahen Kandidaten erhielten 5,3 Millionen Stimmen, die der Opposition fast 2 Millionen. Hinzu kamen 2,7 Millionen Enthaltungen. Vertreten waren alle politischen Schattierungen von den Legitimisten über die Orleanisten bis hin zu den Republikanern. Der inoffizielle Führer der Opposition wurde Adolphe Thiers. Neben der älteren Generation spielten auch Jüngere wie Léon Gambetta eine zunehmend wichtige Rolle. Daneben gab es die sogenannten Unabhängigen, die zwar grundsätzlich auf dem Boden des Kaiserreichs standen, aber weitgehende Reformen forderten. Auch unter den offiziellen Kandidaten gab es solche, die nicht mehr in allen Punkten hinter dem Regime standen.
Der Kurs des Kaisers blieb unklar und zögerlich. Zwar wurde die Position eines Staatsministers geschaffen, der die Regierungspolitik im Parlament zu vertreten hatte, aber weitergehende politische Reformen blieben zunächst aus. Demgegenüber wurde die Opposition immer selbstbewusster und Thiers forderte im Parlament die Wiedereinführung des parlamentarischen Regierungssystems. Noch deutlicher wurde Léon Gambetta. Immer stärker begannen sich auch die Arbeiter zu organisieren. Ausdruck fand dies im Manifest der Neunundsechzig.
Es kam 1864, 1865, 1867, 1868 und 1870 zu zahlreichen gut organisierten Streiks. Dabei wurden Forderungen etwa nach dem Zehn-Stunden-Tag gestellt. Nachdem eine Delegation französischer Arbeiter von einer Reise nach England zurückgekommen war, forderten sie die Koalitionsfreiheit. Außerdem begannen sie sich als eine besondere soziale Gruppe zu begreifen und stellten bei den Wahlen eigene Kandidaten auf. Die Regierung kam den Forderungen entgegen, als sie 1864 das Koalitionsrecht zugestand. Dieses Recht war indes mit Einschränkungen verbunden. Allerdings verhinderte die ab 1867 verschlechterte Wirtschaftslage, die Arbeiter in das bonapartistische System zu integrieren. Vor allem nach der Auflösung der französischen Sektion der ersten Internationalen gingen viele Arbeiter ins Lager der Opposition über und bildeten zusammen mit den radikalen Kleinbügern um Gambetta deren Kern.
Infolge des außenpolitischen Rückschlags nach dem Sieg Preußens 1866 begann die Opposition die nationalistischen Ressentiments gegenüber den Deutschen für ihre Zwecke zu nutzen. Das Regime versuchte die Lage durch erneute liberale Reformen zu entschärfen. Im Jahr 1867 erhielt das Parlament das Interpellationsrecht. Eine Lockerung der Zensur hatte allerdings das Entstehen von oppositionellen Presseorganen zur Folge. Reformen im Bildungswesen und beim Militär scheiterten.
Bei den Wahlen von 1869 kamen die regierungsnahen Kandidaten auf 4,4 Millionen Stimmen. Für die Opposition stimmten über 3,3 Millionen Wähler. Zentren der Opposition waren die Industriegebiete und größeren Städte. Im Jahr 1869 erhielt das Parlament das Recht auf Gesetzesinitiativen. Der Höhepunkt der Liberalisierungspolitik (empire liberal) wurde 1870 erreicht, als Napoleon III. Émile Ollivier, den Führer der „Dritten Partei“, mit der Bildung einer parlamentarisch unterstützten Regierung beauftragte. Eine Volksabstimmung über eine neue Verfassung erbrachte eine große Mehrheit.

## Deutsch-Französischer Krieg (1870/71)

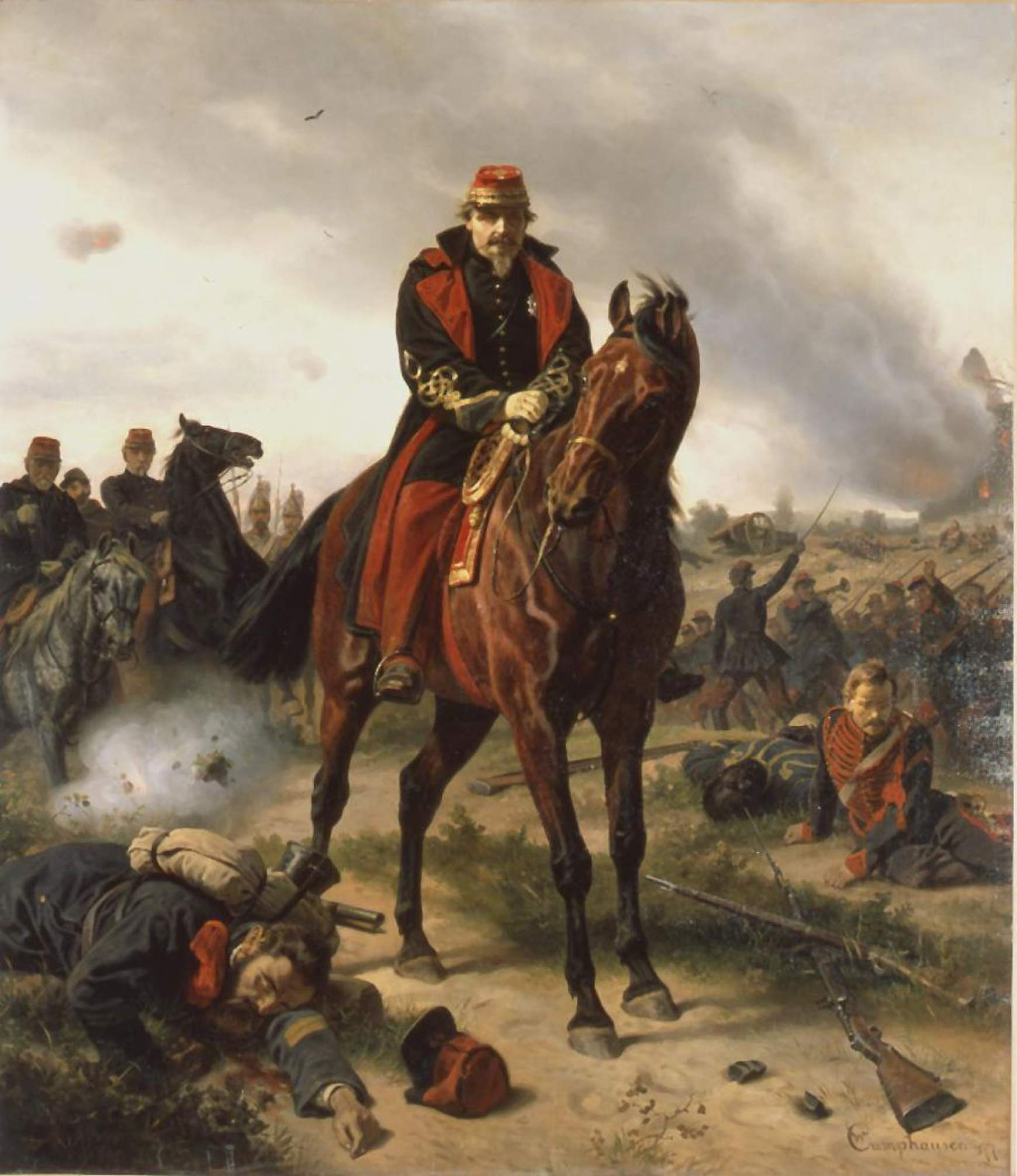
Napoleon III. bei Sedan von Wilhelm Camphausen

In Spanien wurde seit 1868 ein Thronfolger gesucht und nach längeren Recherchen fiel die Wahl schließlich auf einen Hohenzollern aus dem katholischen Zweig der Familie, dessen Kandidatur durch den protestantischen preußischen Zweig unterstützt wurde. Frankreich sah nun abermals die Gefahr, welche schon einmal unter Kaiser Karl V. bestanden hatte, nämlich die Einkreisung Frankreichs durch eine gegnerische Macht. Ferner bestand die Möglichkeit, dass Napoleons Sohn, dessen Mutter ja eine geborene spanische Prinzessin war, gleichfalls diesen Thron übernehmen konnte.
Auf diplomatischen Druck Frankreichs hin lehnte der katholische Hohenzollernfürst ab. Napoleon wollte diesen diplomatischen Sieg auskosten und zu einem außenpolitischen Triumph bzw. einer Demütigung Preußens werden lassen: Durch einen Gesandten wurde dem preußischen König Wilhelm I., der im Juli 1870 zur Kur in Bad Ems weilte, eine Nachricht zugestellt, die den ewigen Verzicht auf den spanischen Thron verlangte. Wilhelm benachrichtigte seinen Ministerpräsidenten Bismarck per Depesche.
Bismarck kürzte diesen Text und veränderte ihn minimal, sandte aber Kopien davon an die Regierungen der übrigen europäischen Mächte. Bismarcks Text, die sogenannte Emser Depesche, war so gehalten, dass niemand diese Forderung annehmen konnte. Napoleon war in den Augen der damaligen Öffentlichkeit entehrt und sah sich genötigt, Preußen den Krieg (19. Juli 1870) zu erklären. Somit war Napoleon der Angreifer, um Frankreichs Ehre zu retten. Die Schutz- und Trutzbündnisse Preußens mit den süddeutschen Staaten führten dazu, dass dieser Krieg gegen Frankreich zum nationalen Einheitskrieg wurde.
Für Napoleon verlief der Deutsch-Französische Krieg ungünstig: Die französischen Armeen verloren bei Sedan am 2. September 1870 und der Kaiser persönlich geriet in Kriegsgefangenschaft. In Paris wurde bei Eintreffen dieser Nachricht schon am 4. September 1870 die Dritte Republik ausgerufen. Das napoleonische Kaiserreich war beendet.

## Kultur und Geistesleben
Bedeutende Personen waren:
- Paul Cézanne (1839–1906), Maler
- Gustave Flaubert (1821–1880), Romancier, Autor u. a. von Madame Bovary, Die Erziehung des Herzens und Salammbô.
- Victor Hugo (1802–1885), Schriftsteller, schrieb u. a. Die Elenden und Der Glöckner von Notre-Dame. Hugo wurde wegen seiner Auflehnung gegen den Staatsstreich vom 2. Dezember 1851 aus Frankreich verbannt und kehrte erst 1871 aus dem Exil zurück, obwohl schon zu Zeiten des liberalen Empires die Rückkehr vieler Regimekritiker durch eine Amnestie gewährt wurde. Er war einer der schärfsten Gegner Louis Napoleons.
- Pierre-Auguste Renoir (1841–1919), Maler, gehörte dem Impressionismus an.
- Jules Verne (1828–1905), Schriftsteller, Begründer der Science-Fiction; Werke u. a.: 20.000 Meilen unter dem Meer, Die Reise zum Mittelpunkt der Erde, Reise um die Erde in 80 Tagen, sowie Die 500 Millionen der Begum, worin er beklemmend präzise eine mögliche nationalistische Diktatur beschreibt.
- Émile Zola (1840–1902), Schriftsteller; Republikaner; wurde in der Dritten Republik zum Verteidiger von Alfred Dreyfus. Sein 20-bändiger Romanzyklus Les Rougon-Macquart ist ein Sittenbild des Zweiten Kaiserreichs. Er schildert darin vor dem Hintergrund der realen politischen Ereignisse den Zustand der damaligen französischen Gesellschaft – vom Elend der Bergarbeiter bis zum Opportunismus und der hemmungslosen Geld- und Lebensgier von Politik und Bürgertum.

## Ausstellungen
- 2016: Spectaculaire Second Empire. Musée d’Orsay, Paris. Katalog.